# Route nationale 198a
Die Route nationale 198A, kurz N 198A oder RN 198A, ist eine französische Nationalstraße auf Korsika, die 1839 in Porto-Vecchio als Anschlussstraße zum Bahnhof von Padullele angelegt wurde. Dieser lag am Streckenkilometer 40,3 der Küsteneisenbahn von Korsika. 1973 wurde sie Teil der D34.